# Treffieux
Treffieux – miejscowość i gmina we Francji, w regionie Kraj Loary, w departamencie Loara Atlantycka.
Według danych na rok 2017 gminę zamieszkiwały 883 osoby, a gęstość zaludnienia wynosiła 46,2 osoby/km².